# Pyropteron doryliformis
Pyropteron doryliformis là một loài bướm đêm thuộc họ Sesiidae. Loài này có ở tây Nam Âu, Bắc Phi và miền Australasia ecozone.
Sải cánh dài ca. 20 mm. 
Ấu trùng ăn Rumex. In 1997, nó được du nhập vào Tasmania và sau đó bị giám sát vì khả năng kiểm soát sinh vật chống lại dock..

## Phụ loài
- Pyropteron doryliformis doryliformis
- Pyropteron doryliformis icteropus (Zeller, 1847)